# Lista över byggnadsminnen i Stockholms län
Förteckning över statliga och enskilda byggnadsminnen i Stockholms län.
I Stockholms län finns det idag 193 enskilda byggnadsminnen och 80 statliga byggnadsminnen. 

## Botkyrka kommun
| Namn                                               | Ursprunglig funktion | Byggår     | Arkitekt                | Plats           | Läge               | Anläggnings-ID | Bild                                    |
| -------------------------------------------------- | -------------------- | ---------- | ----------------------- | --------------- | ------------------ | -------------- | --------------------------------------- |
| Tumba pappersbruk (Tumba 7:240, 7:239; f.d. 7:112) | Bruk (54 byggnader)  | 1760       |                         | Tumba           | 59.20122, 17.81723 |                | Ladda upp en till bild av denna byggnad |
| Sturehov                                           | Slottsanläggning     | 1780-talet | Carl Fredrik Adelcrantz | Botkyrka kommun | 59.25788, 17.75866 |                | Ladda upp en till bild av denna byggnad |

## Danderyds kommun
| Namn                               | Ursprunglig funktion   | Byggår | Arkitekt | Plats     | Läge               | Anläggnings-ID | Bild                                    |
| ---------------------------------- | ---------------------- | ------ | -------- | --------- | ------------------ | -------------- | --------------------------------------- |
| Djursholms kapell (Breidablick 24) | Kapell (1 byggnad)     | 1898   |          | Djursholm | 59.39441, 18.08933 |                | Ladda upp en till bild av denna byggnad |
| Villa Lagercrantz (Ran 16)         | Bostadshus (1 byggnad) | 1910   |          | Djursholm | 59.41163, 18.09098 |                | Ladda upp en till bild av denna byggnad |
| Villa Lorride (Lorride 7)          | Bostadshus (1 byggnad) | 1897   |          | Djursholm | 59.40172, 18.09365 |                | Ladda upp en till bild av denna byggnad |
| Villa Snellman (Idun 11)           | Bostadshus (1 byggnad) | 1918   |          | Djursholm | 59.39177, 18.07676 |                | Ladda upp en till bild av denna byggnad |
| Villa Tallom (Långängstorp 19)     | Bostadshus (1 byggnad) | 1906   |          | Stocksund | 59.38301, 18.06974 |                | Ladda upp en till bild av denna byggnad |
| Laurinska villan (Örvang 14)       | Bostadshus (1 byggnad) | 1910   |          | Djursholm | 59.40277, 18.07537 |                | Ladda upp en till bild av denna byggnad |

## Ekerö kommun
| Namn                                                             | Ursprunglig funktion                        | Byggår             | Arkitekt      | Plats         | Läge               | Anläggnings-ID | Bild                                    |
| ---------------------------------------------------------------- | ------------------------------------------- | ------------------ | ------------- | ------------- | ------------------ | -------------- | --------------------------------------- |
| Lilla Skolan (Drottningholm 1:57)                                | Bostadshus,Skola (1 byggnad)                | 1800               |               | Drottningholm | 59.32444, 17.88930 |                | Ladda upp en till bild av denna byggnad |
| Drottningholms slott (Drottningholm 1:1 och Rinkeby 1:1)         | Slott,Kungligt slott (37 byggnader)         | 1699               |               | Drottningholm | 59.32130, 17.88116 |                | Ladda upp en till bild av denna byggnad |
| Ekebyhovs slott (Ekebyhov 1:1)                                   | Herrgård (2 byggnader)                      | 1700-talets början |               | Ekerö         | 59.28269, 17.81406 |                | Ladda upp en till bild av denna byggnad |
| Hertigarnas stall (Drottningholm 1:59)                           | Slott,Kungligt slott (1 byggnad)            | 1780-talet         |               | Drottningholm | 59.32393, 17.89173 |                | Ladda upp en till bild av denna byggnad |
| Kärsö gård (Kärsö 1:1)                                           | Herrgård (11 byggnader)                     | 1670-talet         |               | Ekerö         | 59.34436, 17.64127 |                | Ladda upp en till bild av denna byggnad |
| Villa Erskine (Drottningholm 1:39)                               | Bostadshus,Kontorshus (3 byggnader)         | 1963               | Ralph Erskine | Drottningholm | 59.32518, 17.88984 |                | Ladda upp en till bild av denna byggnad |
| Svartsjö slott (Svartsjö 1:49, 2:1 och 1:11, f.d. Svartsjö 1:2)T | Slott,Kungligt slott,Tingshus (7 byggnader) | 1738               |               | Svartsjö      | 59.36311, 17.73023 |                | Ladda upp en till bild av denna byggnad |
| Torpet Fiskarudden (Svartsjö 1:3)                                | Torp (2 byggnader)                          | 1700-talet         |               | Svartsjö      | 59.37477, 17.72992 |                | Ladda upp en till bild av denna byggnad |

## Haninge kommun
| Namn                                                      | Ursprunglig funktion                | Byggår           | Arkitekt | Plats         | Läge               | Anläggnings-ID | Bild                                    |
| --------------------------------------------------------- | ----------------------------------- | ---------------- | -------- | ------------- | ------------------ | -------------- | --------------------------------------- |
| Berga slott (Västerhaninge-Berga 7:2)                     | Slott (7 byggnader)                 | 1915             |          | Västerhaninge | 59.07912, 18.13866 |                | Ladda upp en till bild av denna byggnad |
| Dalarö skans (Västertorp 2:1)                             | Befästning (3 byggnader)            | 1700-talet       |          | Dalarö        | 59.11298, 18.39073 |                | Ladda upp en till bild av denna byggnad |
| Dalarö societetshus (Dalarö 3:47)                         | Societetshus (2 byggnader)          | 1860-talet       |          | Dalarö        | 59.13171, 18.40780 |                | Ladda upp en till bild av denna byggnad |
| Dalarö tullhus (Dalarö 3:17)                              | Tullhus och tullstation (1 byggnad) | 1788             |          | Dalarö        | 59.13105, 18.40657 |                | Ladda upp en till bild av denna byggnad |
| Eva Bonniers sommarhus (Villa Jungfruberget) (Dalarö 7:7) | Fritidshus,Sommarvilla (1 byggnad)  | 1904             |          | Dalarö        | 59.13779, 18.42268 |                | Ladda upp en till bild av denna byggnad |
| Klappbrygga i Fiskarhamnen (Dalarö 3:2)                   | Brygga,Klappbrygga (1 byggnad)      | 1800-talets slut |          | Dalarö        | 59.13004, 18.40696 |                | Ladda upp en till bild av denna byggnad |
| Måsknuv (Huvudskär 1:1)                                   | Fyrplats (1 byggnad)                | 1937             |          | Utö           | 58.85710, 18.01627 |                | Ladda upp en till bild av denna byggnad |
| Sundby herrgård (Sundby 7:1)                              | Herrgård (2 byggnader)              | 1720             |          | Ornö          | 59.03130, 18.39105 |                | Ladda upp en till bild av denna byggnad |
| Utö kvarn och bostadshusen vid Lurgatan (Trema 3:1)       | Gruva,Kvarn (10 byggnader)          | 1792             |          | Utö           | 58.96941, 18.33212 |                | Ladda upp en till bild av denna byggnad |
| Anders Franzénmuseet (Dalarö 3:2)                         | Museum, sjöbod (1 byggnad)          | 1865             |          | Dalarö        | 59.13040, 18.40684 |                | Ladda upp en till bild av denna byggnad |

## Järfälla kommun
| Namn                         | Ursprunglig funktion   | Byggår | Arkitekt | Plats      | Läge               | Anläggnings-ID | Bild                                    |
| ---------------------------- | ---------------------- | ------ | -------- | ---------- | ------------------ | -------------- | --------------------------------------- |
| Görvälns slott (Görväln 1:8) | Herrgård (1 byggnad)   | 1679   |          | Jakobsberg | 59.43483, 17.78728 |                | Ladda upp en till bild av denna byggnad |
| Säby gård (Säby 3:17)        | Herrgård (5 byggnader) | 1656   |          | Jakobsberg | 59.42624, 17.85943 |                | Ladda upp en till bild av denna byggnad |

## Lidingö kommun
| Namn                                                          | Ursprunglig funktion               | Byggår | Arkitekt | Plats    | Läge               | Anläggnings-ID | Bild                                    |
| ------------------------------------------------------------- | ---------------------------------- | ------ | -------- | -------- | ------------------ | -------------- | --------------------------------------- |
| Apelsinvillan (Villa Skogsbacken) (Lidingö 10:566)            | Fritidshus,Sommarvilla (1 byggnad) | 1890   |          | Lidingö  | 59.34556, 18.18104 |                | Ladda upp en till bild av denna byggnad |
| Libertas fyr (Gröne jägaren) (Lidingö 10:469)                 | Fyrplats (1 byggnad)               | 1931   |          | Libertas | 59.33229, 18.17638 |                | Ladda upp en till bild av denna byggnad |
| Radhusen i kvarteret Canada (Canadahusen) (Lidingö 5:21-5:58) | Bostadshus (26 byggnader)          | 1908   |          | Lidingö  | 59.37073, 18.16394 |                | Ladda upp en till bild av denna byggnad |
| Täcka Udden (Lidingö 5:191 m fl; f.d. Lidingö 5:7)            | Verkstad (7 byggnader)             | 1908   |          | Lidingö  | 59.38008, 18.16034 |                | Ladda upp en till bild av denna byggnad |
| Villa Finedal (Finedal 1)                                     | Fritidshus,Sommarvilla (1 byggnad) | 1887   |          | Lidingö  | 59.35256, 18.17230 |                | Ladda upp en till bild av denna byggnad |
| Villa Högberga (Högudden 30; f.d. 14)                         | Bostadshus (3 byggnader)           | 1911   |          | Brevik   | 59.33951, 18.20380 |                | Ladda upp en till bild av denna byggnad |
| Villa Högudden (Smörkärnan 1)                                 | Fritidshus,Sommarvilla (1 byggnad) | 1876   |          | Brevik   | 59.34015, 18.20644 |                | Ladda upp en till bild av denna byggnad |
| Villa Klippudden (Klippudden 29; f.d. 30)                     | Bostadshus (1 byggnad)             | 1910   |          | Brevik   | 59.34664, 18.22342 |                | Ladda upp en till bild av denna byggnad |

## Nacka kommun
| Namn | Ursprunglig funktion                 | Byggår                                                                                             | Arkitekt                | Plats                     | Läge               | Anläggnings-ID | Bild                                    |
| --- | ------------------------------------ | -------------------------------------------------------------------------------------------------- | ----------------------- | ------------------------- | ------------------ | -------------- | --------------------------------------- |
| Boo gård & Boo kapell (Bo 1:51)                                                                                                 | Herrgård (3 byggnader)               | 1724                                                                                               |                         | Boo                       | 59.30868, 18.28971 |                | Ladda upp en till bild av denna byggnad |
| Saltsjöbadens friluftsbad (Nacka Rösunda 2:39)                                                                                  | Dam- och herrbad (2 byggnader)       | 1913 och 1925                                                                                      | Torben Grut (herrbadet) | Saltsjöbaden              | 59.275, 18.317778  |                | Ladda upp en till bild av denna byggnad |
| Setterwallska villan (Sicklaön 102:1)                                                                                           | Fritidshus,Sommarvilla (1 byggnad)   | 1896                                                                                               | Johan Laurentz          | Sickla                    | 59.30730, 18.13584 |                | Ladda upp en till bild av denna byggnad |
| Sjuvilla nr. 2 (f.d. Sjuvilla nr. 8) (Rösunda 5:8)                                                                              | Bostadshus (1 byggnad)               | 1897                                                                                               |                         | Saltsjöbaden              | 59.28195, 18.30650 |                | Ladda upp en till bild av denna byggnad |
| Sjuvilla nr. 3 (f.d. Sjuvilla nr. 7) (Rösunda 5:7)                                                                              | Bostadshus (1 byggnad)               | 1897                                                                                               |                         | Saltsjöbaden              | 59.28146, 18.30659 |                | Ladda upp en till bild av denna byggnad |
| Stockholms observatorium (Rösunda 37:1)                                                                                         | Observatorium (11 byggnader)         | 1931                                                                                               | Axel Anderberg          | Saltsjöbaden              | 59.27175, 18.30416 |                | Ladda upp en till bild av denna byggnad |
| Stora Nyckelviken (Sicklaön 14:1)                                                                                               | Fritidshus,Sommarvilla (6 byggnader) | 1700-talets mitt                                                                                   |                         | Nacka                     | 59.32246, 18.18995 |                | Ladda upp en till bild av denna byggnad |
| Villa Bikupan (Rösunda 4:2; f.d. 4:1)                                                                                           | Fritidshus,Sommarvilla (1 byggnad)   | 1892                                                                                               | Erik Josephson          | Saltsjöbaden              | 59.28351, 18.30657 |                | Ladda upp en till bild av denna byggnad |
| Villa Gustafshäll (Hasseludden 1:35 och 1:75)                                                                                   | Fritidshus,Sommarvilla (2 byggnader) | 1865                                                                                               |                         | Hasseludden               | 59.34842, 18.24367 |                | Ladda upp en till bild av denna byggnad |
| Villa Stockenberg (Baggensudden 15:9)                                                                                           | Bostadshus (1 byggnad)               | 1910                                                                                               | Isak Gustaf Clason      | Saltsjöbaden              | 59.28955, 18.29849 |                | Ladda upp en till bild av denna byggnad |
| Kvarnholmen Havrekvarnen, Munspelet, radhusen, ett smalhus och disponentvillan (SIcklaön 38:1, 38:2, 38:3, 38:14, 38:15, 38:16) | Bostadshus,Kontorshus,Kvarn          | 1928 (havrekvarnen), 1931 (radhusen och smalhuset), 1930-talet (disponentvillan), 1966 (Munspelet) |                         | Kvarnholmen, Nacka kommun | koordinater saknas |                | Ladda upp en till bild av denna byggnad |
| Danvikens hospital (Sicklaön 37:2)                                                                                              | Institution (1 byggnad)              | 1725                                                                                               |                         | Sicklahalvön              | koordinater saknas |                | Ladda upp en till bild av denna byggnad |

## Norrtälje kommun
| Namn                                               | Ursprunglig funktion                                                                           | Byggår           | Arkitekt | Plats       | Läge               | Anläggnings-ID | Bild                                    |
| -------------------------------------------------- | ---------------------------------------------------------------------------------------------- | ---------------- | -------- | ----------- | ------------------ | -------------- | --------------------------------------- |
| Albert Engströms ateljé (Augustberg 1:1)           | Konstnärsateljé (1 byggnad)                                                                    | 1906             |          | Grisslehamn | 60.09461, 18.81859 |                | Ladda upp en till bild av denna byggnad |
| Arholma båk (Arholma S:6)                          | Båk (inga registrerade byggnader)                                                              | 1768             |          | Arholma     | 59.84787, 19.10835 |                | Ladda upp en till bild av denna byggnad |
| Blekunge redargård (Blekunge 1:16; fd 1:10)        | Bostadshus (11 byggnader)                                                                      | 1831             |          | Björkö      | 59.85542, 19.04039 |                | Ladda upp en bild av denna byggnad      |
| Furusunds kvarn (Furusund 2:222)                   | Kvarn (1 byggnad)                                                                              | 1772             |          | Furusund    | 59.66007, 18.91448 |                | Ladda upp en till bild av denna byggnad |
| Häverödals tingshus (Gottsta 1:90)                 | Tingshus (1 byggnad)                                                                           | 1924             |          | Häverödal   | 60.02836, 18.60620 |                | Ladda upp en till bild av denna byggnad |
| Luftvärnsregementet (Lv 3) (Tälje 4:90)            | Kasernetablissemang (22 byggnader)                                                             | 1954             |          | Norrtälje   | 59.74982, 18.67797 |                | Ladda upp en till bild av denna byggnad |
| Länna gamla prästgård (Länna prästgård 1:1)        | Boställe,Prästgård (6 byggnader)                                                               | 1703             |          | Länna       | 59.68703, 18.61401 |                | Ladda upp en bild av denna byggnad      |
| Marholmens semesterhem (Solö 1:5)                  | Semesterhem (1 byggnad)                                                                        | 1915             |          | Marholmen   | 59.68453, 18.77374 |                | Ladda upp en bild av denna byggnad      |
| Morastugan (Mora 2:2)                              | Bondgård (1 byggnad)                                                                           | 1817             |          | Bergshamra  | 59.63690, 18.67248 |                | Ladda upp en till bild av denna byggnad |
| Motorfabriken Pythagoras (Verkstaden 18)           | Industrianläggning (3 byggnader)                                                               | 1916             |          | Norrtälje   | 59.75577, 18.69982 |                | Ladda upp en till bild av denna byggnad |
| Norrtälje Rådhus (Justitia 4)                      | Rådhus (1 byggnad)                                                                             | 1730             |          | Norrtälje   | 59.75722, 18.70248 |                | Ladda upp en till bild av denna byggnad |
| Penningby slott (Länna-Penningby 1:4)              | Slott (1 byggnad)                                                                              | 1400-talets mitt |          | Länna       | 59.68151, 18.67273 |                | Ladda upp en till bild av denna byggnad |
| Postgården i Grisslehamn (Grisslehamn 1:1 och 1:2) | Posthus och poststation,Ämbets- och tjänstemannaboställe,Tullhus och tullstation (8 byggnader) | 1756             |          | Grisslehamn | 60.09704, 18.81401 |                | Ladda upp en till bild av denna byggnad |
| Svartklubbens fyrplats (Singö-Tranvik S:9)         | Fyrplats (1 byggnad)                                                                           | 1820             |          | Singö       | 60.17442, 18.82503 |                | Ladda upp en till bild av denna byggnad |
| Söderarms fyrplats (Tjockö 2:29)                   | Fyrplats (1 byggnad)                                                                           | 1839             |          | Rådmansö    | 59.75215, 19.40629 |                | Ladda upp en till bild av denna byggnad |
| Understens gamla fyr (Roten 2:1)                   | Fyrplats (1 byggnad)                                                                           | 1848             |          | Singö       | 60.27511, 18.92025 |                | Ladda upp en till bild av denna byggnad |
| Batteri Arholma (Arholma 1:76)                     | Befästning (inga registrerade byggnader)                                                       | 1965             |          | Arholma     | 59.86128, 19.12381 |                | Ladda upp en till bild av denna byggnad |
| Kista Gård (Kista 1:2, 1:3)                        | Bondgård                                                                                       | 1837             |          | Väddö       | koordinater saknas |                | Ladda upp en till bild av denna byggnad |

## Nykvarns kommun
| Namn                                     | Ursprunglig funktion        | Byggår | Arkitekt | Plats   | Läge                              | Anläggnings-ID | Bild                                    |
| ---------------------------------------- | --------------------------- | ------ | -------- | ------- | --------------------------------- | -------------- | --------------------------------------- |
| Taxinge-Näsby stationshus (Finkarby 6:3) | Järnvägsstation (1 byggnad) | 1895   |          | Taxinge | 59.240949574662, 17.3007329076543 |                | Ladda upp en till bild av denna byggnad |

## Nynäshamns kommun
| Namn                                                     | Ursprunglig funktion                 | Byggår     | Arkitekt    | Plats          | Läge                 | Anläggnings-ID | Bild                                                                      |
| -------------------------------------------------------- | ------------------------------------ | ---------- | ----------- | -------------- | -------------------- | -------------- | ------------------------------------------------------------------------- |
| Kustartilleribatteriet på Landsort (Landsort 1:1)        | Befästning (19 byggnader)            | 1938       |             | Öja            | 58.73975, 17.86609   |                | Ladda upp en till bild av denna byggnad                                   |
| Fållnäs säteri (Fållnäs 2:1)                             | Herrgård (13 byggnader)              | 1807       |             | Sorunda socken | 58.95873, 17.76857   |                | Ladda upp en till bild av denna byggnad                                   |
| Gunnar Asplunds sommarvilla (Sandtäppan) (Stennäs 2:2)   | Fritidshus,Sommarvilla (1 byggnad)   | 1937       |             | Lisö           | 58.91922, 17.76835   |                | Ladda upp en till bild av denna byggnad                                   |
| J.A.G. Ackes villa (Villa Torsvi) (Torsvi 2:3; f.d. 2:1) | Fritidshus,Sommarvilla (3 byggnader) | 1914       | J.A.G. Acke | Torö           | 58.81749, 17.86891   |                | Ladda upp en till bild av denna byggnad                                   |
| Kustartilleribatteriet på Järflotta (Nynäs 1:10)         | Befästning (1 byggnad)               | 1942       |             | Järflotta      | 58.83402, 17.90434   |                | Ladda upp en till bild av denna byggnad                                   |
| Landsorts fyrplats (Landsort 1:1)                        | Fyrplats (1 byggnad)                 | 1680-talet |             | Öja            | 58.73960, 17.86566   |                | Ladda upp en till bild av denna byggnad                                   |
| Nynäsgårds lokstall (Nynäshamn 2:43)                     | Lokstall (2 byggnader)               | 1901       |             | Nynäshamn      | 58.91027, 17.94136   |                | Ladda upp en till bild av denna byggnad                                   |
| Sorunda hembygdsgård (Norr Enby 1:45)                    | Bondgård (3 byggnader)               | 1750-talet |             | Sorunda socken | 59.04493, 17.81322   |                | Ladda upp en till bild av denna byggnad                                   |
| Ösmo station (Vansta 9:1)                                | Järnvägsanläggning (1 byggnad)       | 1901       |             | Ösmo           | 58.98423, 17.90239   |                | Ladda upp en till bild av denna byggnad                                   |
| ERSTA batteriet (Landsort 1:1)                           | Befästning (1 byggnad)               | inför 1977 |             | Öja            | 58.764444, 17.864167 |                | Se fler bilder av denna byggnad · Ladda upp en till bild av denna byggnad |

## Salems kommun
| Namn                                            | Ursprunglig funktion   | Byggår          | Arkitekt | Plats | Läge               | Anläggnings-ID | Bild                                    |
| ----------------------------------------------- | ---------------------- | --------------- | -------- | ----- | ------------------ | -------------- | --------------------------------------- |
| Lundby parstuga (Vällinge 1:1, f.d. Lundby 1:2) | Bondgård (2 byggnader) | 1600-1700-talet |          | Salem | 59.24384, 17.68919 |                | Ladda upp en till bild av denna byggnad |

## Sigtuna kommun
| Namn                                              | Ursprunglig funktion                  | Byggår           | Arkitekt | Plats              | Läge               | Anläggnings-ID | Bild                                    |
| ------------------------------------------------- | ------------------------------------- | ---------------- | -------- | ------------------ | ------------------ | -------------- | --------------------------------------- |
| Sigtuna rådhus (Sigtuna 2:152)                    | Rådhus (1 byggnad)                    | 1744             |          | Sigtuna            | 59.61698, 17.72125 |                | Ladda upp en till bild av denna byggnad |
| Erikssunds säteri (Erikssund 2:12)                | Säteri (1 byggnad)                    | 1500-talets slut |          | Sankt Per          | 59.64390, 17.61396 |                | Ladda upp en till bild av denna byggnad |
| Husby gamla kyrkskola (Husby 8:1; f.d. Husby 9:2) | Skola (1 byggnad)                     | 1697             |          | Husby-Ärlinghundra | 59.64033, 17.88391 |                | Ladda upp en till bild av denna byggnad |
| Lill-Kumla gård (Odensala-Kumla 2:4)              | Bondgård (7 byggnader)                | 1880-talet       |          | Odensala           | 59.65218, 17.82181 |                | Ladda upp en till bild av denna byggnad |
| Rosersbergs slott (Rosersberg 2:1)                | Slott,Kungligt slott (18 byggnader)   | 1638             |          | Rosersberg         | 59.57600, 17.84552 |                | Ladda upp en till bild av denna byggnad |
| Sigtunastiftelsen (Sigtuna 2:74)                  | Konferens- och kursgård (9 byggnader) | 1923             |          | Sigtuna            | 59.61542, 17.71048 |                | Ladda upp en till bild av denna byggnad |
| Skånelaholms slott (Skånelaholm 1:1)              | Slott (3 byggnader)                   | 1643             |          | Skånela            | 59.57837, 17.93585 |                | Ladda upp en till bild av denna byggnad |
| Steninge slott (Steninge 1:20, 1:14, 1:1 m fl)    | Slott (12 byggnader)                  | 1690-talet       |          | Husby-Ärlinghundra | 59.60200, 17.80400 |                | Ladda upp en till bild av denna byggnad |
| Torsborgs ångbåtsbrygga (Torsborg 1:7, Haga 1:12) | Brygga,Ångbåtsbrygga (2 byggnader)    | 1900             |          | Haga               | 59.68239, 17.64042 |                | Ladda upp en till bild av denna byggnad |
| Viby by (Venngarn 1:3)                            | Bysamfällighet (39 byggnader)         | 1700-talet?      |          | Viby               | 59.63297, 17.73342 |                | Ladda upp en till bild av denna byggnad |

## Solna kommun
| Namn                                                                     | Ursprunglig funktion                          | Byggår                      | Arkitekt | Plats      | Läge               | Anläggnings-ID | Bild                                    |
| ------------------------------------------------------------------------ | --------------------------------------------- | --------------------------- | -------- | ---------- | ------------------ | -------------- | --------------------------------------- |
| Fyrväpplingen 5 (Fyrväpplingen 5)                                        | Bostadshus,Flerbostadshusområde (4 byggnader) | 1909                        |          | Råsunda    | 59.36396, 17.99242 |                | Ladda upp en till bild av denna byggnad |
| Annelunds gård (Haga 2:8)                                                | Fritidshus,Sommarvilla,Torp (2 byggnader)     | 1770-talet                  |          | Haga       | 59.37220, 18.02151 |                | Ladda upp en till bild av denna byggnad |
| Övre Karlsro, eller Carl Malmstens hus (Växten 5)                        | Bostadshus (1 byggnad)                        | 1865                        |          | Bergshamra | 59.37735, 18.02998 |                | Ladda upp en till bild av denna byggnad |
| Haga tingshus (Haga 2:1)                                                 | Tingshus (1 byggnad)                          | 1907                        |          | Haga       | 59.35351, 18.03985 |                | Ladda upp en till bild av denna byggnad |
| Hagaparken (Haga 2:1)                                                    | Slott,Kungligt slott (26 byggnader)           | 1797                        |          | Haga       | 59.36118, 18.03557 |                | Ladda upp en till bild av denna byggnad |
| Kapellet på Överjärva gård (Järva 2:18)                                  | Kapell, vinterträdgård                        | 1865-1875 (mellan dessa år) |          | Järva      | 59.38852, 17.99689 |                | Ladda upp en till bild av denna byggnad |
| Karlbergs slott (Huvudsta 4:15)                                          | Slott (12 byggnader)                          | 1630-talet                  |          | Huvudsta   | 59.34131, 18.02123 |                | Ladda upp en till bild av denna byggnad |
| Kontrollkontoret (Haga 4:28)                                             | Kontorshus (1 byggnad)                        | 1912                        |          | Tomteboda  | 59.34522, 18.02339 |                | Ladda upp en till bild av denna byggnad |
| Lägenheten Stenbrottet (Gammelgården) (Haga 4:35; f.d. 4:19)             | Torp (2 byggnader)                            | 1770-talet                  |          | Haga       | 59.34827, 18.02806 |                | Ladda upp en till bild av denna byggnad |
| Haga 2:7, Stallmästaregården                                             | Gästgivargård (5 byggnader)                   | 1740-talet                  |          | Haga       | 59.35185, 18.04386 |                | Ladda upp en till bild av denna byggnad |
| Statens bakteriologiska laboratorium (Laboratoriet 1; f.d. Huvudsta 4:8) | Laboratorium (11 byggnader)                   | 1936-1937                   |          | Huvudsta   | 59.35304, 18.00770 |                | Ladda upp en till bild av denna byggnad |
| Ulriksdals slott (Ulriksdal 2:3, 2:5-6)                                  | Slott,Kungligt slott,Kapell (16 byggnader)    | 1644                        |          | Ulriksdal  | 59.38666, 18.01720 |                | Ladda upp en till bild av denna byggnad |

## Stockholms kommun

### Djurgården
| Namn | Ursprunglig funktion                                        | Byggår                           | Arkitekt                | Plats | Läge               | Anläggnings-ID | Bild                                    |
| --- | ----------------------------------------------------------- | -------------------------------- | ----------------------- | ----- | ------------------ | -------------- | --------------------------------------- |
| Beckholmen (Djurgården 1:38 m fl, f.d. Grönland 7)                                                                                  | Varv (12 byggnader)                                         | 1850                             |                         |       | 59.32073, 18.10095 |                | Ladda upp en till bild av denna byggnad |
| Bellmanshuset, Låga längan och Mjölnargården (tidigare Järnvågshuset, Apotekshuset och Mjölnargården - Djurgården 1:31-32 och 1:35) | Borgargård (3 byggnader)                                    | 1750-talet, 1724 (Mjölnargården) |                         |       | 59.32411, 18.09751 |                | Ladda upp en till bild av denna byggnad |
| Blå porten (Djurgården 1:1) | Park (1 byggnad)                                            | 1848                             |                         |       | 59.33060, 18.09463 |                | Ladda upp en till bild av denna byggnad |
| Cirkus (Djurgården 1:1) | Cirkus (1 byggnad)                                          | 1891                             |                         |       | 59.32492, 18.09992 |                | Ladda upp en till bild av denna byggnad |
| Galärvarvet (Djurgården 1:1) | Örlogsvarv,Kapell,Kapell med begravningsplats (8 byggnader) | 1700-talet till 1940-talet       |                         |       | 59.32733, 18.09384 |                | Ladda upp en till bild av denna byggnad |
| Konsthallen 14 (Konsthallen 14) | Bostadshus (5 byggnader)                                    | 1861-1870                        |                         |       | 59.32480, 18.09608 |                | Ladda upp en till bild av denna byggnad |
| Nedre Manilla (Djurgården 1:1) | Bostadshus (1 byggnad)                                      | 1790-talet                       |                         |       | 59.32290, 18.13511 |                | Ladda upp en till bild av denna byggnad |
| Nordiska museet (Djurgården 1:1) | Museum (1 byggnad)                                          | 1907                             |                         |       | 59.32915, 18.09387 |                | Ladda upp en till bild av denna byggnad |
| Rosendals slott (Djurgården 1:1) | Slott,Kungligt slott,Lustslott (11 byggnader)               | 1827                             |                         |       | 59.32897, 18.11722 |                | Ladda upp en till bild av denna byggnad |
| Sirishof (Djurgården 1:1) | Bostadshus (1 byggnad)                                      | 1760-talet                       |                         |       | 59.32960, 18.10967 |                | Ladda upp en till bild av denna byggnad |
| Sommarsalongen vid Johannisberg (Djurgården 1:1)                                                                                    | Fritidshus,Sommarvilla (1 byggnad)                          | 1830-talet                       |                         |       | 59.32166, 18.15076 |                | Ladda upp en till bild av denna byggnad |
| Stora Sjötullen (Djurgården 1:1) | Tullhus och tullstation (2 byggnader)                       | 1729                             |                         |       | 59.32108, 18.15297 |                | Ladda upp en till bild av denna byggnad |
| Thielska galleriet (Djurgården 1:1)                                                                                                 | Bostadshus (2 byggnader)                                    | 1905                             | Ferdinand Boberg        |       | 59.32239, 18.14852 |                | Ladda upp en till bild av denna byggnad |
| Villa Lusthusporten (Djurgården 1:1)                                                                                                | Bostadshus (3 byggnader)                                    | 1877                             | Axel o. Hjalmar Kumlien |       | 59.32888, 18.09770 |                | Ladda upp en till bild av denna byggnad |
| Waldemarsudde (Djurgården 1:1) | Bostadshus (9 byggnader)                                    | 1905                             |                         |       | 59.32065, 18.11501 |                | Ladda upp en till bild av denna byggnad |
| Manillaskolan (Stockholm Djurgården 1:1)                                                                                            | Skola                                                       | 1864                             |                         |       | koordinater saknas |                | Ladda upp en till bild av denna byggnad |

### Gamla stan
| Namn                                                                                            | Ursprunglig funktion                                                        | Byggår                                                     | Arkitekt                                         | Plats | Läge               | Anläggnings-ID | Bild                                    |
| ----------------------------------------------------------------------------------------------- | --------------------------------------------------------------------------- | ---------------------------------------------------------- | ------------------------------------------------ | ----- | ------------------ | -------------- | --------------------------------------- |
| Andromeda 7                                                                                     | Borgargård (1 byggnad)                                                      | 1650-talet                                                 |                                                  |       | 59.32490, 18.07319 |                | Ladda upp en till bild av denna byggnad |
| Küselska huset (Argus 4)                                                                        | Bostadshus (2 byggnader)                                                    | 1690-talet                                                 | Nicodemus Tessin den yngre                       |       | 59.32299, 18.07447 |                | Ladda upp en till bild av denna byggnad |
| Bacchus 6                                                                                       | Borgargård,Handelsgård (1 byggnad)                                          | 1818                                                       |                                                  |       | 59.32486, 18.07431 |                | Ladda upp en till bild av denna byggnad |
| Cassiopea 6                                                                                     | Borgargård (1 byggnad)                                                      | 1450-talet                                                 |                                                  |       | 59.32452, 18.07287 |                | Ladda upp en till bild av denna byggnad |
| Bartelska och Törneska husen (Cepheus 25)                                                       | Bostadshus (3 byggnader)                                                    | 1400-1500-talet                                            |                                                  |       | 59.32496, 18.07278 |                | Ladda upp en till bild av denna byggnad |
| Glaucus 5 (Glaucus 5)                                                                           | Borgargård,Handelsgård (2 byggnader)                                        | 1600-talet                                                 |                                                  |       | 59.32386, 18.07447 |                | Ladda upp en till bild av denna byggnad |
| Neptunus större 14 (f.d. Neptunus 4-10)                                                         | Bostadshus,Kontorshus (7 byggnader)                                         | 1600-talet                                                 |                                                  |       | 59.32608, 18.06896 |                | Ladda upp en till bild av denna byggnad |
| Beijerska huset, Oxenstiernska palatset, Annexet samt Högvaktsterrassen (Neptunus Större 12-13) | Bostadshus,Palats och stadsvilla (3 byggnader)                              | 1660-talet                                                 |                                                  |       | 59.32599, 18.06950 |                | Ladda upp en till bild av denna byggnad |
| Bondeska palatset (Nemesis 1)                                                                   | Bostadshus,Palats och stadsvilla,Rådhus (1 byggnad)                         | 1673                                                       | Nicodemus Tessin den äldre och Jean de la Vallée |       | 59.32626, 18.06645 |                | Ladda upp en till bild av denna byggnad |
| Generaltullstyrelsens hus (Argus 8)                                                             | Tullhus och tullstation (1 byggnad)                                         | 1788                                                       | Erik Palmstedt                                   |       | 59.32325, 18.07438 |                | Ladda upp en till bild av denna byggnad |
| Storkyrkobrinken 7 och nr 9 (Mercurius 12, f.d. Mercurius 1-3, 9-11)                            | Ämbetsverk (1 byggnad)                                                      | 1875                                                       |                                                  |       | 59.32560, 18.06848 |                | Ladda upp en till bild av denna byggnad |
| Nummerlotteriets hus (Cepheus 2-3)                                                              | Ämbetsverk (1 byggnad)                                                      | 1600-talet                                                 |                                                  |       | 59.32464, 18.07161 |                | Ladda upp en till bild av denna byggnad |
| Petersenska huset (Aurora 1)                                                                    | Bostadshus,Palats och stadsvilla (1 byggnad)                                | 1649                                                       |                                                  |       | 59.32439, 18.06726 |                | Ladda upp en till bild av denna byggnad |
| Ryningska palatset (Atomena 1)                                                                  | Bostadshus,Palats och stadsvilla (1 byggnad)                                | 1644                                                       |                                                  |       | 59.32538, 18.06680 |                | Ladda upp en till bild av denna byggnad |
| Stockholms slott (Tre Kronor 1)                                                                 | Slott,Kungligt slott (3 byggnader)                                          | 1728 (grund ifrån 1100-talet)                              |                                                  |       | 59.32650, 18.07068 |                | Ladda upp en till bild av denna byggnad |
| Stockholms telegrafstation och Flemingska palatset (Aeolus 1-3)                                 | Bostadshus,Palats och stadsvilla,Telegrafstation och televerk (2 byggnader) | 1870 (telegrafstationen), 1650-talet (Flemingska palatset) |                                                  |       | 59.32611, 18.07419 |                | Ladda upp en till bild av denna byggnad |
| Södra Bancohuset (Pluto 1)                                                                      | Bank (1 byggnad)                                                            | 1682                                                       |                                                  |       | 59.32263, 18.07388 |                | Ladda upp en till bild av denna byggnad |
| Tessinska palatset (Europa 1)                                                                   | Bostadshus,Palats och stadsvilla (1 byggnad)                                | 1698                                                       |                                                  |       | 59.32562, 18.07293 |                | Ladda upp en till bild av denna byggnad |
| Vindragarlagets hus (Pollux 11)                                                                 | Bostadshus (1 byggnad)                                                      | 1500-talet                                                 |                                                  |       | 59.32468, 18.07460 |                | Ladda upp en till bild av denna byggnad |
| Gamla posthuset (Penelope 1 och 2)                                                              | Posthus och poststation (1 byggnad)                                         | 1825                                                       |                                                  |       | 59.32397, 18.06791 |                | Ladda upp en till bild av denna byggnad |
| Kanslihusannexet (Cephalus 10)                                                                  | Ämbetsverk (1 byggnad)                                                      | 1949                                                       |                                                  |       | 59.32601, 18.06809 |                | Ladda upp en till bild av denna byggnad |
| Kanslihuset (Mars och Vulcanus 1)                                                               | Kontorshus (1 byggnad)                                                      | 1790                                                       |                                                  |       | 59.32659, 18.06740 |                | Ladda upp en till bild av denna byggnad |
| Räntmästarhuset (Achilles 1)                                                                    | Bostadshus,Palats och stadsvilla (1 byggnad)                                | 1660-talet                                                 |                                                  |       | 59.32212, 18.07342 |                | Ladda upp en till bild av denna byggnad |

### Kungsholmen
| Namn                                             | Ursprunglig funktion                | Byggår | Arkitekt     | Plats | Läge               | Anläggnings-ID | Bild                                    |
| ------------------------------------------------ | ----------------------------------- | ------ | ------------ | ----- | ------------------ | -------------- | --------------------------------------- |
| Sven Markelius kollektivhus (Fågelbärsträdet 13) | Bostadshus,Kollektivhus (1 byggnad) | 1935   |              |       | 59.32810, 18.03723 |                | Ladda upp en till bild av denna byggnad |
| Kungliga Myntet (Kungliga Myntet 1)              | Manufaktur (5 byggnader)            | 1850   |              |       | 59.32751, 18.05003 |                | Ladda upp en till bild av denna byggnad |
| Gamla polishuset (Kronoberg 18)                  | Polishus (1 byggnad)                | 1913   |              |       | 59.33113, 18.04105 |                | Ladda upp en till bild av denna byggnad |
| Rådhuset (Fruktkorgen 1)                         | Rådhus (1 byggnad)                  | 1915   | Carl Westman |       | 59.33079, 18.04361 |                | Ladda upp en till bild av denna byggnad |
| Vindruvan 10                                     | Bostadshus (2 byggnader)            | 1901   |              |       | 59.32906, 18.04387 |                | Ladda upp en till bild av denna byggnad |

### Ladugårdsgärdet
| Namn                                                  | Ursprunglig funktion                          | Byggår | Arkitekt           | Plats | Läge               | Anläggnings-ID | Bild                                    |
| ----------------------------------------------------- | --------------------------------------------- | ------ | ------------------ | ----- | ------------------ | -------------- | --------------------------------------- |
| Generalstabens stalletablissement (Svea Artilleri 12) | Ridhus,Stalletablissemang (3 byggnader)       | 1886   |                    |       | 59.34424, 18.08068 |                | Ladda upp en till bild av denna byggnad |
| Kungliga borgen (Norra Djurgården 1:1)                | Mötes-, exercis- och lägerplats (9 byggnader) | 1818   |                    |       | 59.33862, 18.11570 |                | Ladda upp en till bild av denna byggnad |
| Livgardets kavallerikasern (Kavalleristen 2)          | Kasernetablissemang (4 byggnader)             | 1897   |                    |       | 59.34720, 18.09060 |                | Ladda upp en till bild av denna byggnad |
| Sjöhistoriska museet (Norra Djurgården 1:1)           | Museum (1 byggnad)                            | 1936   | Ragnar Östberg     |       | 59.33251, 18.11579 |                | Ladda upp en till bild av denna byggnad |
| Värtans station (Lybeck 3)                            | Järnvägsstation (1 byggnad)                   | 1882   | Adolf W. Edelsvärd |       | 59.34875, 18.10630 |                | Ladda upp en till bild av denna byggnad |

### Norra Djurgården
| Namn                                                                           | Ursprunglig funktion                           | Byggår           | Arkitekt                     | Plats | Läge               | Anläggnings-ID | Bild                                    |
| ------------------------------------------------------------------------------ | ---------------------------------------------- | ---------------- | ---------------------------- | ----- | ------------------ | -------------- | --------------------------------------- |
| Bergshyddan (Norra Djurgården 1:1)                                             | Bostadshus (2 byggnader)                       | 1838             |                              |       | 59.33146, 18.12900 |                | Ladda upp en till bild av denna byggnad |
| Tennisstadion (Norra Djurgården 1:1)                                           | Tennishall (1 byggnad)                         | 1896             |                              |       | 59.34846, 18.08187 |                | Ladda upp en till bild av denna byggnad |
| Tekniska högskolans studentkårs kårhus (Norra Djurgården 1:1)                  | Kårhus (1 byggnad)                             | 1930             | Sven Markelius och Uno Åhrén |       | 59.34729, 18.07051 |                | Ladda upp en till bild av denna byggnad |
| Kungliga tekniska högskolan (Norra Djurgården 1:49, f.d. Norra Djurgården 1:1) | Skola,Högskola (6 byggnader)                   | 1917             |                              |       | 59.34759, 18.07320 |                | Ladda upp en till bild av denna byggnad |
| Stockholms stadion (Norra Djurgården 1:42, f.d. Norra Djurgården 1:1)          | Stadion (1 byggnad)                            | 1912             |                              |       | 59.34522, 18.07886 |                | Ladda upp en till bild av denna byggnad |
| Kräftriket (f.d. Veterinärhögskolan, Norra Djurgården 1:44, f.d. 1:1)          | Skola,Högskola (10 byggnader)                  | 1912             |                              |       | 59.35790, 18.05468 |                | Ladda upp en till bild av denna byggnad |
| Bergianska trädgården (Norra Djurgården 1:15)                                  | Botanisk trädgård (8 byggnader)                | 1899             |                              |       | 59.36866, 18.04434 |                | Ladda upp en till bild av denna byggnad |
| Experimentalfältet (Norra Djurgården 1:48, f.d. 1:1)                           | Experimentalfält (1 byggnad)                   | 1838             |                              |       | 59.36345, 18.05978 |                | Ladda upp en till bild av denna byggnad |
| Frescati hage (f.d. Skogshögskolan, Norra Djurgården 1:45, f.d. 1:1)           | Skola,Högskola (6 byggnader)                   | 1917             |                              |       | 59.36118, 18.05294 |                | Ladda upp en till bild av denna byggnad |
| Karl XI:s fiskarstuga vid Fiskartorpet (Norra Djurgården 1:1)                  | Fritidshus,Jaktstuga och jaktvilla (1 byggnad) | 1600-talets slut |                              |       | 59.35947, 18.08408 |                | Ladda upp en till bild av denna byggnad |
| Villa Frescati (Norra Djurgården 1:1)                                          | Fritidshus,Sommarvilla (1 byggnad)             | 1792             |                              |       | 59.36653, 18.05001 |                | Ladda upp en till bild av denna byggnad |
| Naturhistoriska riksmuseet (Norra Djurgården 1:19, del av 1:1)                 | Museum (4 byggnader)                           | 1916             |                              |       | 59.36916, 18.05338 |                | Ladda upp en till bild av denna byggnad |
| Stora skuggan (Norra Djurgården 1:1)                                           | Fritidshus,Sommarvilla (4 byggnader)           | 1700-talets slut |                              |       | 59.36188, 18.07973 |                | Ladda upp en till bild av denna byggnad |

### Norrmalm
| Namn                                                                          | Ursprunglig funktion                                       | Byggår     | Arkitekt                                       | Plats           | Läge               | Anläggnings-ID | Bild                                    |
| ----------------------------------------------------------------------------- | ---------------------------------------------------------- | ---------- | ---------------------------------------------- | --------------- | ------------------ | -------------- | --------------------------------------- |
| Norra latin (Barnhuskällaren 6)                                               | Skola,Läroverk (1 byggnad)                                 | 1880       | Helgo Zettervall                               |                 | 59.33568, 18.05717 |                | Ladda upp en till bild av denna byggnad |
| Brunkhuvudet 4                                                                | Affärshus,Kontorshus (1 byggnad)                           | 1929       |                                                |                 | 59.32990, 18.06598 |                | Ladda upp en till bild av denna byggnad |
| Utrikesministerhotellet, Stallet och Musikaliska akademien (Ladugårdsbron 14) | Kontorshus,Akademi (3 byggnader)                           | 1650-talet |                                                |                 | 59.33094, 18.07586 |                | Ladda upp en till bild av denna byggnad |
| Adelcrantzska palatset (Björnen och Loen 1)                                   | Bostadshus,Palats och stadsvilla (1 byggnad)               | 1753       |                                                |                 | 59.32980, 18.06412 |                | Ladda upp en till bild av denna byggnad |
| Arvfurstens palats (Lejonet 7)                                                | Bostadshus,Palats och stadsvilla (1 byggnad)               | 1648       |                                                |                 | 59.32903, 18.06757 |                | Ladda upp en till bild av denna byggnad |
| Berns salonger (Katthavet 8)                                                  | Nöjespalats (1 byggnad)                                    | 1863       |                                                |                 | 59.33207, 18.07369 |                | Ladda upp en till bild av denna byggnad |
| Blå tornet, Strindbergsmuseet (Vingråen 35)                                   | Bostadshus,Kontorshus (1 byggnad)                          | 1907       |                                                |                 | 59.33845, 18.05654 |                | Ladda upp en till bild av denna byggnad |
| Bonnierhuset, f.d. Reinholdska huset (Moraset 22)                             | Affärshus,Kontorshus,Bostadshus,Flerbostadshus (1 byggnad) | 1884       |                                                |                 | 59.33842, 18.06174 |                | Ladda upp en till bild av denna byggnad |
| Bååtska palatset (Måns Bock 5)                                                | Bostadshus,Palats och stadsvilla,Ordenshus (1 byggnad)     | 1669       |                                                |                 | 59.33057, 18.07648 |                | Ladda upp en till bild av denna byggnad |
| Centralpalatset (Röda Bodarne 1)                                              | Affärshus,Kontorshus (1 byggnad)                           | 1898       |                                                |                 | 59.32855, 18.06320 |                | Ladda upp en till bild av denna byggnad |
| Drottninghuset (Drottninghuset 6)                                             | Äldreboende,Ålderdomshem (2 byggnader)                     | 1689       |                                                |                 | 59.33866, 18.06611 |                | Ladda upp en till bild av denna byggnad |
| Expeditionshuset (Klassrummet 1, f.d. Norrmalm 5:4)                           | Järnvägsstation (1 byggnad)                                | 1893       | Folke Zettervall                               | Norra Bantorget | 59.33502, 18.05154 |                | Ladda upp en till bild av denna byggnad |
| Skandinaviska Bankens palats (Vinstocken 1)                                   | Bank,Affärshus,Kontorshus (1 byggnad)                      | 1918       |                                                |                 | 59.32981, 18.06808 |                | Ladda upp en till bild av denna byggnad |
| Fersenska palatset (Fersenska Terrassen 1)                                    | Bostadshus,Palats och stadsvilla (1 byggnad)               | 1634       |                                                |                 | 59.33030, 18.07449 |                | Ladda upp en till bild av denna byggnad |
| Hallwylska palatset (Skravelberget Mindre 11)                                 | Bostadshus,Palats och stadsvilla (1 byggnad)               | 1898       |                                                |                 | 59.33328, 18.07453 |                | Ladda upp en till bild av denna byggnad |
| Konstnärshuset (Skravelberget Mindre 15)                                      | Klubbhus (1 byggnad)                                       | 1898       |                                                |                 | 59.33358, 18.07443 |                | Ladda upp en till bild av denna byggnad |
| Lantmäteristyrelsens hus (Lantmätaren 1)                                      | Slott,Lustslott,Ämbetsverk (1 byggnad)                     | 1644       |                                                |                 | 59.33110, 18.07031 |                | Ladda upp en till bild av denna byggnad |
| Kv. Johannes större 9, Medelhavsmuseet (Johannes Större 9)                    | Bank (5 byggnader)                                         | 1600-talet |                                                |                 | 59.32947, 18.06672 |                | Ladda upp en till bild av denna byggnad |
| Nationalmuseum (Norrmalm 3:1)                                                 | Museum (1 byggnad)                                         | 1860       |                                                |                 | 59.32849, 18.07829 |                | Ladda upp en till bild av denna byggnad |
| Nya sällskapets klubbhus (Kungliga Trädgården 6)                              | Ordenshus (1 byggnad)                                      | 1883       |                                                |                 | 59.33169, 18.07001 |                | Ladda upp en till bild av denna byggnad |
| Kungliga operan (Norrström 2)                                                 | Operahus (1 byggnad)                                       | 1898       |                                                |                 | 59.32977, 18.07053 |                | Ladda upp en till bild av denna byggnad |
| Oscarsteatern och Kungsbropalatset (Hasseln 4 och 5)                          | Teater,Affärshus,Kontorshus (2 byggnader)                  | 1907       |                                                |                 | 59.33332, 18.05629 |                | Ladda upp en till bild av denna byggnad |
| Riksförsäkringsanstalten (Grönlandet Södra 13)                                | Ämbetsverk (1 byggnad)                                     | 1932       |                                                |                 | 59.33739, 18.05939 |                | Ladda upp en till bild av denna byggnad |
| Rosenbad (Rosenbad 9, f.d. Rosenbad 5-7)                                      | Bank,Kontorshus,Restaurang (4 byggnader)                   | 1902       |                                                |                 | 59.32860, 18.06587 |                | Ladda upp en till bild av denna byggnad |
| Sagerska huset (Lejonet 5)                                                    | Bostadshus,Palats och stadsvilla (1 byggnad)               | 1894       |                                                |                 | 59.32874, 18.06729 |                | Ladda upp en till bild av denna byggnad |
| Centralposthuset (Blåmannen 21, f.d. 20)                                      | Posthus och poststation (1 byggnad)                        | 1903       | Ferdinand Boberg och Frans Gustaf Abraham Dahl |                 | 59.33243, 18.05885 |                | Ladda upp en till bild av denna byggnad |
| Stockholms centralstation (Norrmalm 5:3, f.d. 5:1)                            | Järnvägsstation (2 byggnader)                              | 1871       |                                                |                 | 59.33005, 18.05768 |                | Ladda upp en till bild av denna byggnad |
| Synagogan (Katthavet 5)                                                       | Synagoga (1 byggnad)                                       | 1870       |                                                |                 | 59.33169, 18.07375 |                | Ladda upp en till bild av denna byggnad |
| Televerkets hus (Jericho 34)                                                  | Telegrafstation och televerk (1 byggnad)                   | 1912       |                                                |                 | 59.33507, 18.06871 |                | Ladda upp en till bild av denna byggnad |
| Palmeska huset (Näckebro 3)                                                   | Bostadshus, Affär och butik, Bank (1 byggnad)              | 1886       | Helgo Zettervall                               |                 | 59.33031, 18.07346 |                | Ladda upp en till bild av denna byggnad |
| Konstakademiens hus (Uttern 1)                                                | Bostadshus, Palats och stadsvilla                          | 1672       |                                                |                 | koordinater saknas |                | Ladda upp en till bild av denna byggnad |
| Stuckatörens hus (Vätan 18)                                                   | Bostadshus, Flerbostadshus                                 | 1883       |                                                |                 | koordinater saknas |                | Ladda upp en till bild av denna byggnad |

### Södermalm
| Namn                                                       | Ursprunglig funktion                                                                  | Byggår                | Arkitekt | Plats | Läge               | Anläggnings-ID | Bild                                    |
| ---------------------------------------------------------- | ------------------------------------------------------------------------------------- | --------------------- | -------- | ----- | ------------------ | -------------- | --------------------------------------- |
| Bellmanhuset (Urvädersklippan Mindre 8)                    | Bostadshus,Borgargård (1 byggnad)                                                     | 1723                  |          |       | 59.31874, 18.07169 |                | Ladda upp en till bild av denna byggnad |
| Christian Erikssons bostad och ateljé (Nederland mindre 9) | Bostadshus,Konstnärsateljé (5 byggnader)                                              | 1773, 1806, 1905-1911 |          |       | 59.31625, 18.06687 |                | Ladda upp en till bild av denna byggnad |
| Södra stadshuset (Stockholms stadsmuseum, Stadsgården 1)   | Stadshus (1 byggnad)                                                                  | 1680                  |          |       | 59.31970, 18.07098 |                | Ladda upp en till bild av denna byggnad |
| Södra teatern (Mosebacke 10)                               | Nöjespalats,Teater (2 byggnader)                                                      | 1852                  |          |       | 59.31847, 18.07485 |                | Ladda upp en till bild av denna byggnad |
| Monténska huset (Källan 8)                                 | Bostadshus,Flerbostadshus,Kemiindustri,Tvätt- och rengöringsmedelindustri (1 byggnad) | 1889                  |          |       | 59.31756, 18.06398 |                | Ladda upp en till bild av denna byggnad |

### Vasastaden
| Namn                                                                              | Ursprunglig funktion                | Byggår | Arkitekt         | Plats | Läge               | Anläggnings-ID | Bild                                    |
| --------------------------------------------------------------------------------- | ----------------------------------- | ------ | ---------------- | ----- | ------------------ | -------------- | --------------------------------------- |
| Paschens malmgård, Bellevue (Vasastaden 1:64 f.d. Kråkvilan 24)                   | Bostadshus,Malmgård (4 byggnader)   | 1757   |                  |       | 59.35221, 18.05239 |                | Ladda upp en till bild av denna byggnad |
| Carl Eldhs ateljé (Vasastaden 1:64, KRÅKVILAN 24)                                 | Konstnärsateljé (1 byggnad)         | 1919   |                  |       | 59.35288, 18.05163 |                | Ladda upp en till bild av denna byggnad |
| Gamla observatoriet (Vasastaden 2:98)                                             | Observatorium (3 byggnader)         | 1752   |                  |       | 59.34172, 18.05467 |                | Ladda upp en till bild av denna byggnad |
| Gamla tekniska högskolan, Kungliga Skogs- och Lantbruksakademien (Vega 3 och 4)   | Skola,Högskola (3 byggnader)        | 1863   |                  |       | 59.34000, 18.05412 |                | Ladda upp en till bild av denna byggnad |
| Posthuset Odengatan (Resedan 3)                                                   | Posthus och poststation (1 byggnad) | 1929   | Erik Lallerstedt |       | 59.34171, 18.04514 |                | Ladda upp en till bild av denna byggnad |
| Spårvagnshallarna (Spårvagnen 4)                                                  | Spårvagnshall (1 byggnad)           | 1905   |                  |       | 59.34146, 18.06379 |                | Ladda upp en till bild av denna byggnad |
| Spökslottet med Spökparken (Kungsstenen 4, Vasastaden 2:97, f.d. Kungsstenen 3)   | Malmgård (2 byggnader)              | 1705   |                  |       | 59.34029, 18.05607 |                | Ladda upp en till bild av denna byggnad |
| Stockholms högskolas juridiska och humanistiska fakulteter (Bergsmannen större 8) | Skola,Högskola (1 byggnad)          | 1927   |                  |       | 59.34167, 18.05254 |                | Ladda upp en till bild av denna byggnad |

### Östermalm
| Namn                                                           | Ursprunglig funktion                              | Byggår     | Arkitekt | Plats | Läge               | Anläggnings-ID | Bild                                    |
| -------------------------------------------------------------- | ------------------------------------------------- | ---------- | -------- | ----- | ------------------ | -------------- | --------------------------------------- |
| Kungliga dramatiska teatern (Thalia 3)                         | Teater (1 byggnad)                                | 1908       |          |       | 59.33329, 18.07702 |                | Ladda upp en till bild av denna byggnad |
| Björken 18                                                     | Bostadshus,Flerbostadshus med lokaler (1 byggnad) | 1886       |          |       | 59.34368, 18.07720 |                | Ladda upp en till bild av denna byggnad |
| Granen 14                                                      | Bostadshus,Flerbostadshus (2 byggnader)           | 1888       |          |       | 59.34394, 18.07615 |                | Ladda upp en till bild av denna byggnad |
| Stockholms arbetarhem (Storken 12)                             | Bostadshus,Flerbostadshus (5 byggnader)           | 1893       |          |       | 59.34114, 18.08473 |                | Ladda upp en till bild av denna byggnad |
| Artillerigården, Armémuseum (Läderkanonen 1)                   | Kasernetablissemang,Museum (5 byggnader)          | 1767       |          |       | 59.33462, 18.08013 |                | Ladda upp en till bild av denna byggnad |
| Fredrikshovs slott (Fredrikshov 7)                             | Slott,Kungligt slott (2 byggnader)                | 1730-talet |          |       | 59.33319, 18.09456 |                | Ladda upp en till bild av denna byggnad |
| Gamla skogsinstitutet (Östermalm 1:20)                         | Skola,Högskola,Tjänstebostad (4 byggnader)        | 1773       |          |       | 59.33187, 18.09743 |                | Ladda upp en till bild av denna byggnad |
| Kungliga biblioteket (Kungliga Humlegården 1)                  | Bibliotek (1 byggnad)                             | 1878       |          |       | 59.33824, 18.07217 |                | Ladda upp en till bild av denna byggnad |
| Kungliga hovstallet (Kusen 2)                                  | Stalletablissemang (7 byggnader)                  | 1894       |          |       | 59.33335, 18.07936 |                | Ladda upp en till bild av denna byggnad |
| Karl Johansförrådet                                            | Industrianläggning                                | 1820-talet |          |       | 59.33530, 18.10303 |                | Ladda upp en till bild av denna byggnad |
| Stora Stenskjulet                                              | Industrianläggning                                | 1750       |          |       | 59.33489, 18.10364 |                | Ladda upp en till bild av denna byggnad |
| Krutkällaren                                                   | Industrianläggning                                | 1717       |          |       | 59.33378, 18.10079 |                | Ladda upp en till bild av denna byggnad |
| Riksantikvarieämbetet (Krubban 18)                             | Kasernetablissemang,Malmgård (7 byggnader)        | 1817       |          |       | 59.33445, 18.08921 |                | Ladda upp en till bild av denna byggnad |
| Patentverket (Uppfinnaren 1)                                   | Ämbetsverk (1 byggnad)                            | 1921       |          |       | 59.34096, 18.08750 |                | Ladda upp en till bild av denna byggnad |
| Rettigska huset (Eken 9)                                       | Bostadshus (2 byggnader)                          | 1879       |          |       | 59.34198, 18.07254 |                | Ladda upp en till bild av denna byggnad |
| Villa Bonnier (Ambassadören 3)                                 | Bostadshus,Palats och stadsvilla (1 byggnad)      | 1927       |          |       | 59.33259, 18.10438 |                | Ladda upp en till bild av denna byggnad |
| Minan 9 (f.d. Minan 5 och 6)                                   | Bostadshus,Flerbostadshus (2 byggnader)           | 1894       |          |       | 59.33750, 18.08859 |                | Ladda upp en till bild av denna byggnad |
| Ryska kyrkan / Kristi förklarings ortodoxa kyrka (Morkullan 2) | Kyrka,Bostadshus (1 byggnad)                      | 1907       |          |       | 59.34679, 18.06206 |                | Ladda upp en till bild av denna byggnad |
| Trefaldighetskyrkan (Repslagaren 13-14)                        | Frikyrka (1 byggnad)                              | 1894       |          |       | 59.33672, 18.07753 |                | Ladda upp en till bild av denna byggnad |
| Whitlockska huset (Tallen 21)                                  | Bostadshus (2 byggnader)                          | 1888       |          |       | 59.34425, 18.07347 |                | Ladda upp en till bild av denna byggnad |
| Sturebadet (Sperlingens Backe 56)                              | Badhus (1 byggnad)                                | 1885       |          |       | 59.33642, 18.07426 |                | Ladda upp en till bild av denna byggnad |

### Nordvästra ytterstaden
| Namn                                                                                     | Ursprunglig funktion     | Byggår | Arkitekt | Plats         | Läge               | Anläggnings-ID | Bild                                                                      |
| ---------------------------------------------------------------------------------------- | ------------------------ | ------ | -------- | ------------- | ------------------ | -------------- | ------------------------------------------------------------------------- |
| Biografen Fontänen (Tre Brunnar 1)                                                       | Biograf (1 byggnad)      | 1957   |          | Vällingby     | 59.36255, 17.87146 |                | Ladda upp en till bild av denna byggnad                                   |
| Kvarnvikens kvarn (Grimsta 1:5)                                                          | Kvarn (7 byggnader)      | 1883   |          | Bromma        | 59.34884, 17.87033 |                | Se fler bilder av denna byggnad · Ladda upp en till bild av denna byggnad |
| Bromma flygplats (Trafikflyget 1-6, Riksby 1:47, Riksby 1:3 del av, Ulvsunda 1:1 del av) | Flygplats (36 byggnader) | 1936   |          | Bromma        | 59.35591, 17.94895 |                | Ladda upp en till bild av denna byggnad                                   |
| Hässelby slott (Hässelby slott 1, Prästkammaren 2)                                       | Slott (12 byggnader)     | 1669   |          | Hässelby gård | 59.36631, 17.85482 |                | Ladda upp en till bild av denna byggnad                                   |

### Sydvästra ytterstaden
| Namn                                          | Ursprunglig funktion                        | Byggår | Arkitekt | Plats    | Läge               | Anläggnings-ID | Bild                                    |
| --------------------------------------------- | ------------------------------------------- | ------ | -------- | -------- | ------------------ | -------------- | --------------------------------------- |
| Sankt Sigfrids kyrka (Aspudden 2:1)           | Kyrka (1 byggnad)                           | 1900   |          | Aspudden | 59.30977, 18.00669 |                | Ladda upp en till bild av denna byggnad |
| Svavelsyrefabriken (Svavelsyran 3, f.d. 1)    | Kemiindustri,Sprängämneindustri (1 byggnad) | 1891   |          | Aspudden | 59.31168, 17.99227 |                | Ladda upp en till bild av denna byggnad |
| Årstabron (Södermalm 1:12, Årsta 1:1 och 2:1) | Bro (1 byggnad)                             | 1929   |          | Årsta    | 59.30783, 18.04196 |                | Ladda upp en till bild av denna byggnad |

### Skeppsholmen
| Namn                                                   | Ursprunglig funktion     | Byggår     | Arkitekt | Plats | Läge               | Anläggnings-ID | Bild                                    |
| ------------------------------------------------------ | ------------------------ | ---------- | -------- | ----- | ------------------ | -------------- | --------------------------------------- |
| Skeppsholmen och Kastellholmen (Skeppsholmen 1:1, 1:3) | Örlogsbas (23 byggnader) | 1630-talet |          |       | 59.32533, 18.08501 |                | Ladda upp en till bild av denna byggnad |

### Riddarholmen
| Namn                            | Ursprunglig funktion                                                  | Byggår     | Arkitekt | Plats | Läge               | Anläggnings-ID | Bild                                    |
| ------------------------------- | --------------------------------------------------------------------- | ---------- | -------- | ----- | ------------------ | -------------- | --------------------------------------- |
| Riddarholmen (Gråmunkeholmen 3) | Bostadshus,Palats och stadsvilla,Befästning,Ämbetsverk (14 byggnader) | 1600-talet |          |       | 59.32509, 18.06346 |                | Ladda upp en till bild av denna byggnad |

## Sundbybergs kommun
| Namn                                                | Ursprunglig funktion | Byggår           | Arkitekt | Plats  | Läge               | Anläggnings-ID | Bild                                    |
| --------------------------------------------------- | -------------------- | ---------------- | -------- | ------ | ------------------ | -------------- | --------------------------------------- |
| Rissne gård (Kronohemmanet 1; f.d. Sundbyberg 2:26) | Säteri (3 byggnader) | 1600-talets mitt |          | Rissne | 59.37820, 17.93113 |                | Ladda upp en till bild av denna byggnad |

## Södertälje kommun
| Namn                                                        | Ursprunglig funktion                      | Byggår    | Arkitekt                                        | Plats      | Läge               | Anläggnings-ID | Bild                                    |
| ----------------------------------------------------------- | ----------------------------------------- | --------- | ----------------------------------------------- | ---------- | ------------------ | -------------- | --------------------------------------- |
| 1:ans kalkugn vid AB Karta & Oaxens Kalkbruk (Oaxen 1:43)   | Industrianläggning (1 byggnad)            | 1880-1881 | Ingenjörsfirman Almqvist & Co                   | Oaxen      | 58.97088, 17.71739 |                | Ladda upp en till bild av denna byggnad |
| Stationshuset och vattentornet (Södertälje Södra 1:2, 1:43) | Järnvägsstation, vattentorn (2 byggnader) | 1915-18   | Folke Zettervall                                | Södertälje | 59.17943, 17.64559 |                | Ladda upp en till bild av denna byggnad |
| Tullgarns slott (Tullgarn 2:1; f.d. Tullgarn 2:26)          | Slott, kungligt slott (9 byggnader)       | 1598      | Joseph Gabriel Destain (restaurering 1717-1729) | Hölö       | 58.95583, 17.57661 |                | Ladda upp en till bild av denna byggnad |

## Tyresö kommun
| Namn                                              | Ursprunglig funktion | Byggår    | Arkitekt      | Plats    | Läge                 | Anläggnings-ID | Bild                                                                      |
| ------------------------------------------------- | -------------------- | --------- | ------------- | -------- | -------------------- | -------------- | ------------------------------------------------------------------------- |
| Tyresö slott, Tyresö 1:7                          | Slott (2 byggnader)  | 1633      |               | Tyresö   | 59.23552, 18.30528   |                | Se fler bilder av denna byggnad · Ladda upp en till bild av denna byggnad |
| Kulturella Folkdansgillets gillestuga, Näsby 53:1 | Gilleshus            | 1920–1922 | Einar Rudskog | Bollmora | 59.217389, 18.231333 |                | Se fler bilder av denna byggnad · Ladda upp en till bild av denna byggnad |

## Täby kommun
| Namn                         | Ursprunglig funktion | Byggår | Arkitekt | Plats     | Läge               | Anläggnings-ID | Bild                                    |
| ---------------------------- | -------------------- | ------ | -------- | --------- | ------------------ | -------------- | --------------------------------------- |
| Näsby slott (Näsbypark 57:1) | Slott (3 byggnader)  | 1665   |          | Näsbypark | 59.42334, 18.08664 |                | Ladda upp en till bild av denna byggnad |

## Upplands-Bro kommun
| Namn                                            | Ursprunglig funktion | Byggår | Arkitekt | Plats      | Läge               | Anläggnings-ID | Bild                                    |
| ----------------------------------------------- | -------------------- | ------ | -------- | ---------- | ------------------ | -------------- | --------------------------------------- |
| Aske herrgård (Aske 1:2; f.d. 1:1)              | Herrgård (1 byggnad) | 1802   |          | Håtuna     | 59.60791, 17.64422 |                | Ladda upp en till bild av denna byggnad |
| Granhammars herrgård (Granhammar 2:5; f.d. 2:1) | Herrgård (1 byggnad) | 1752   |          | Västra Ryd | 59.51885, 17.77755 |                | Ladda upp en till bild av denna byggnad |

## Upplands Väsby kommun
| Namn                                 | Ursprunglig funktion             | Byggår     | Arkitekt | Plats          | Läge               | Anläggnings-ID | Bild                                    |
| ------------------------------------ | -------------------------------- | ---------- | -------- | -------------- | ------------------ | -------------- | --------------------------------------- |
| Eds prästgård (Eds prästgård 1:65)   | Boställe,Prästgård (9 byggnader) | 1813       |          | Upplands Väsby | 59.51275, 17.88671 |                | Ladda upp en till bild av denna byggnad |
| Sköldnora kungsgård (Sköldnora 1:19) | Kungsgård (3 byggnader)          | 1741       |          | Fresta         | 59.49053, 17.95973 |                | Ladda upp en till bild av denna byggnad |
| Stora Väsby slott (Väsby 1:1)        | Slott (9 byggnader)              | 1750-talet |          | Upplands Väsby | 59.53236, 17.90554 |                | Ladda upp en till bild av denna byggnad |
| Torsåkers magasin (Torsåker 1:6)     | Säteri (1 byggnad)               | 1763       |          | Hammarby       | 59.55230, 17.93176 |                | Ladda upp en till bild av denna byggnad |

## Vaxholms kommun
| Namn                                               | Ursprunglig funktion                       | Byggår     | Arkitekt         | Plats              | Läge               | Anläggnings-ID | Bild                                                                      |
| -------------------------------------------------- | ------------------------------------------ | ---------- | ---------------- | ------------------ | ------------------ | -------------- | ------------------------------------------------------------------------- |
| Bogesunds slott (Bogesund 1:82; f.d. Bogesund 1:1) | Slott (2 byggnader)                        | 1640-talet |                  | Bogesundslandet    | 59.39395, 18.28676 |                | Se fler bilder av denna byggnad · Ladda upp en till bild av denna byggnad |
| Edholma kvarn (Edholma 1:1)                        | Kvarn (1 byggnad)                          | 1797       |                  | Edholma            | 59.41619, 18.32896 |                | Ladda upp en till bild av denna byggnad                                   |
| Löwenströmska trädgården (Vega 11)                 | Borgargård (1 byggnad)                     | 1776       |                  | Vaxholm            | 59.40386, 18.35061 |                | Ladda upp en till bild av denna byggnad                                   |
| Oskar-Fredriksborgs fästning (Rindö 3:311)         | Fästning (1 byggnad)                       | 1877       |                  | Oskar-Fredriksborg | 59.39894, 18.43630 |                | Ladda upp en till bild av denna byggnad                                   |
| Rindö redutt (Rindö 2:263)                         | Befästning,Borg,Citadell (1 byggnad)       | 1864       |                  | Rindö              | 59.40614, 18.36629 |                | Ladda upp en till bild av denna byggnad                                   |
| Vaxholms kastell (Vaxön 1:12)                      | Befästning,Kastell (3 byggnader)           | 1863       |                  | Vaxholm            | 59.40290, 18.35995 |                | Ladda upp en till bild av denna byggnad                                   |
| Villa Akleja (Byggmästaren 3)                      | Konstnärsvilla för J.A.G. Acke (1 byggnad) | 1870-talet | Ernst Stenhammar | Vaxholm            | 59.40216, 18.34192 |                | Ladda upp en till bild av denna byggnad                                   |
| Villa Ottarsberg (Granholmen 1:4)                  | Bostadshus (2 byggnader)                   | 1880-talet |                  | Edlunda            | 59.37406, 18.32571 |                | Ladda upp en till bild av denna byggnad                                   |

## Värmdö kommun
| Namn                                   | Ursprunglig funktion                                  | Byggår | Arkitekt | Plats       | Läge               | Anläggnings-ID | Bild                                    |
| -------------------------------------- | ----------------------------------------------------- | ------ | -------- | ----------- | ------------------ | -------------- | --------------------------------------- |
| Klövholmens fyr (Södra Stavsudda 1:44) | Fyrplats (1 byggnad)                                  | 1885   |          | Möja        | 59.37187, 18.75230 |                | Ladda upp en till bild av denna byggnad |
| Fredriksborgs fästning (Myttinge 1:44) | Fästning (1 byggnad)                                  | 1735   |          | Värmdö      | 59.40034, 18.44237 |                | Ladda upp en till bild av denna byggnad |
| Grönskärs fyrplats (Grönskär 1:3)      | Fyrplats (5 byggnader)                                | 1770   |          | Djurö       | 59.27825, 19.02483 |                | Ladda upp en till bild av denna byggnad |
| Korsö torn (Eknö 1:498)                | Fyrplats (inga registrerade byggnader)                | 1756   |          | Sandhamn    | 59.28465, 18.94539 |                | Ladda upp en till bild av denna byggnad |
| Sandhamns tullhus (Eknö 1:351)         | Tullhus och tullstation (inga registrerade byggnader) | 1752   |          | Sandhamn    | 59.28964, 18.91470 |                | Ladda upp en till bild av denna byggnad |
| Torpet Rågskär (Rörstrand 1:12)        | Torp (6 byggnader)                                    | 1794   |          | Rågskär     | 59.20764, 18.78436 |                | Ladda upp en bild av denna byggnad      |
| Villa Gransäter (Västra Ekedal 1:5)    | Fritidshus,Sommarvilla (1 byggnad)                    | 1887   |          | Gustavsberg | 59.32209, 18.33079 |                | Ladda upp en till bild av denna byggnad |

## Österåkers kommun
| Namn                                         | Ursprunglig funktion   | Byggår     | Arkitekt | Plats      | Läge               | Anläggnings-ID | Bild                                    |
| -------------------------------------------- | ---------------------- | ---------- | -------- | ---------- | ------------------ | -------------- | --------------------------------------- |
| Stora Säby herrgård (Säby 1:4)               | Herrgård (3 byggnader) | 1650-talet |          | Åkersberga | 59.49322, 18.26876 |                | Ladda upp en till bild av denna byggnad |
| Marums gård (Marum 1:356; f.d. 1:7)          | Herrgård (3 byggnader) | 1740       |          | Ljusterö   | 59.48359, 18.57159 |                | Ladda upp en till bild av denna byggnad |
| Vasatornet, Rydboholms slott (Rydboholm 2:1) | Slott (1 byggnad)      | 1548       |          | Östra Ryd  | 59.43990, 18.18597 |                | Ladda upp en till bild av denna byggnad |
| Siaröfortet (Kyrkogårdsön 1:1)               | Befästning (1 byggnad) | 1924       |          | Ljusterö   | 59.55490, 18.62345 |                | Ladda upp en till bild av denna byggnad |
| Smedjorna på Vira bruk (Vira 2:48)           | Bruk (2 byggnader)     | 1790-talet |          | Vira bruk  | 59.57087, 18.54970 |                | Ladda upp en till bild av denna byggnad |